# Monte Pissis
Der Monte Pissis (auch Cerro Pissis) in Argentinien ist mit offiziell 6882 m vermessen.
Andere Angaben gehen von 6795 m aus.
Das Anden-Vulkanmassiv liegt zwischen den argentinischen Provinzen La Rioja und Catamarca und hat fünf Hauptgipfel, der höchste nennt sich Pissis CAM (Club Andino Mendocino). Die restlichen sind Gendarmería Nacional, Cardenal Samoré (benannt nach Antonio Samorè), UPAME und Ejército Argentino. Der Berg wird seit 1885 Pissis genannt.
1994 hatte eine argentinische Expertengruppe mit Hilfe moderner GPS-Technik für den Pissis eine Höhe von 6882 m gemessen. Er wäre damit der höchste Vulkan der Erde gewesen, nach damaligen Höhenangaben noch vor dem  chilenischen Nevado Ojos del Salado. Diese Messung stellte sich jedoch bei Nachmessungen in den Folgejahren als Fehler heraus; alle Werte lagen dabei unter 6800 m, in Argentinien wird aber weiter von 6882 m ausgegangen.
Der Gipfel wurde zuerst 1937 durch Stefan Osiecki und Jan Szczepanski erreicht.
Ausgangspunkt für Besteigungen sind die argentinischen Provinzstädtchen Tinogasta und Fiambalá (Thermen). Der Berg liegt sehr abgelegen, er wird daher selten bestiegen. Das Basislager zu seiner Besteigung kann am besten mit einem geländegängigen Fahrzeug erreicht werden. Es gibt keine technischen Schwierigkeiten, allerdings sind  Steigeisen für die Begehung des spaltenlosen Gletscherfeldes erforderlich. In etwa 6200 m findet man eine für das Hochlager geeignete eisfreie Fläche.